# Pandak (ort i Indonesien)
Pandak är en ort i Indonesien.   Den ligger i provinsen Yogyakarta, i den västra delen av landet, 400 km öster om huvudstaden Jakarta. Pandak ligger 34 meter över havet och antalet invånare är 56 043.
Terrängen runt Pandak är platt, och sluttar söderut.Runt Pandak är det mycket tätbefolkat, med 1 956 invånare per kvadratkilometer. Närmaste större samhälle är Yogyakarta, 16,2 km nordost om Pandak. Omgivningarna runt Pandak är en mosaik av jordbruksmark och naturlig växtlighet.